# Advanced Medium STOL Transport

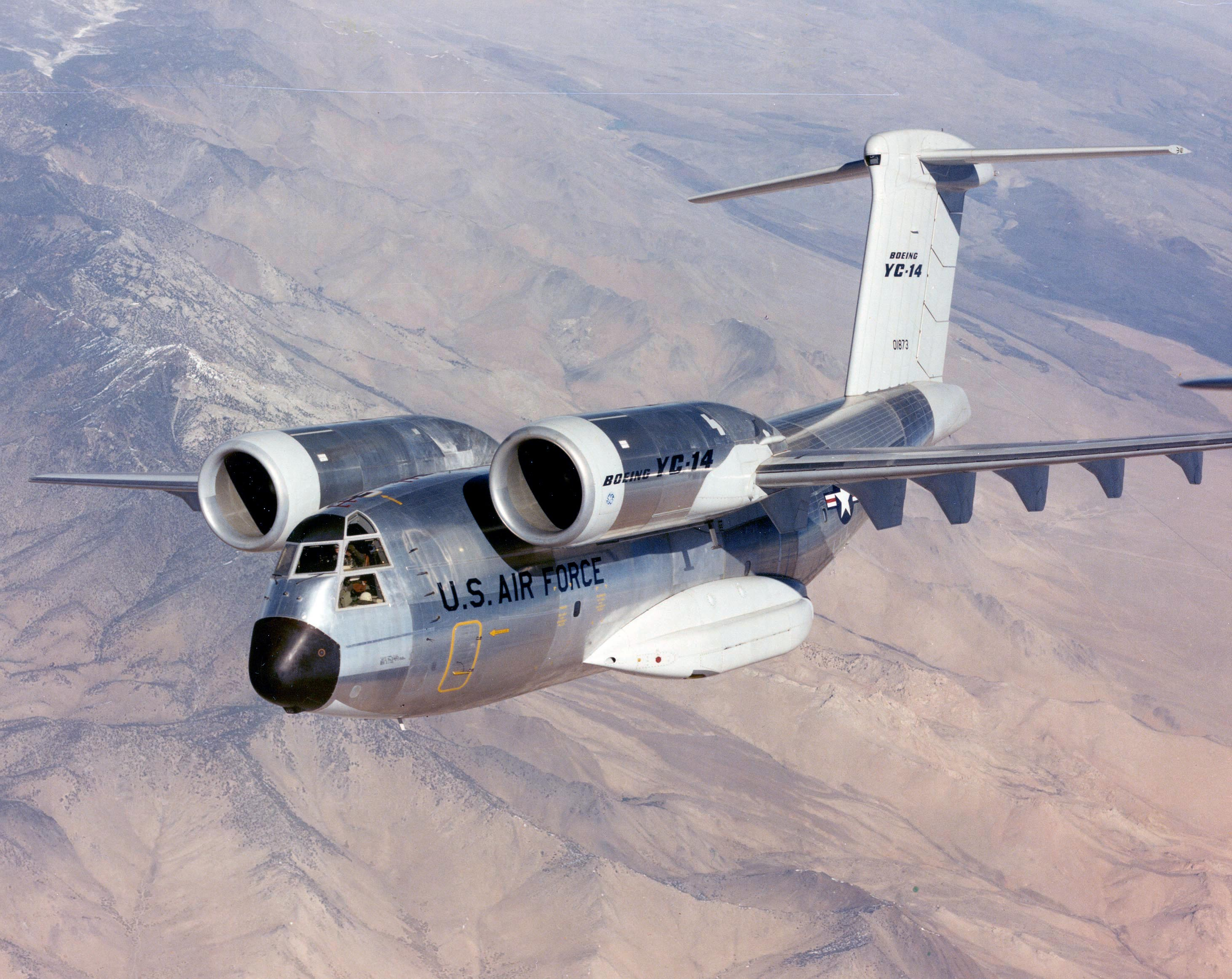
Boeing YC-14

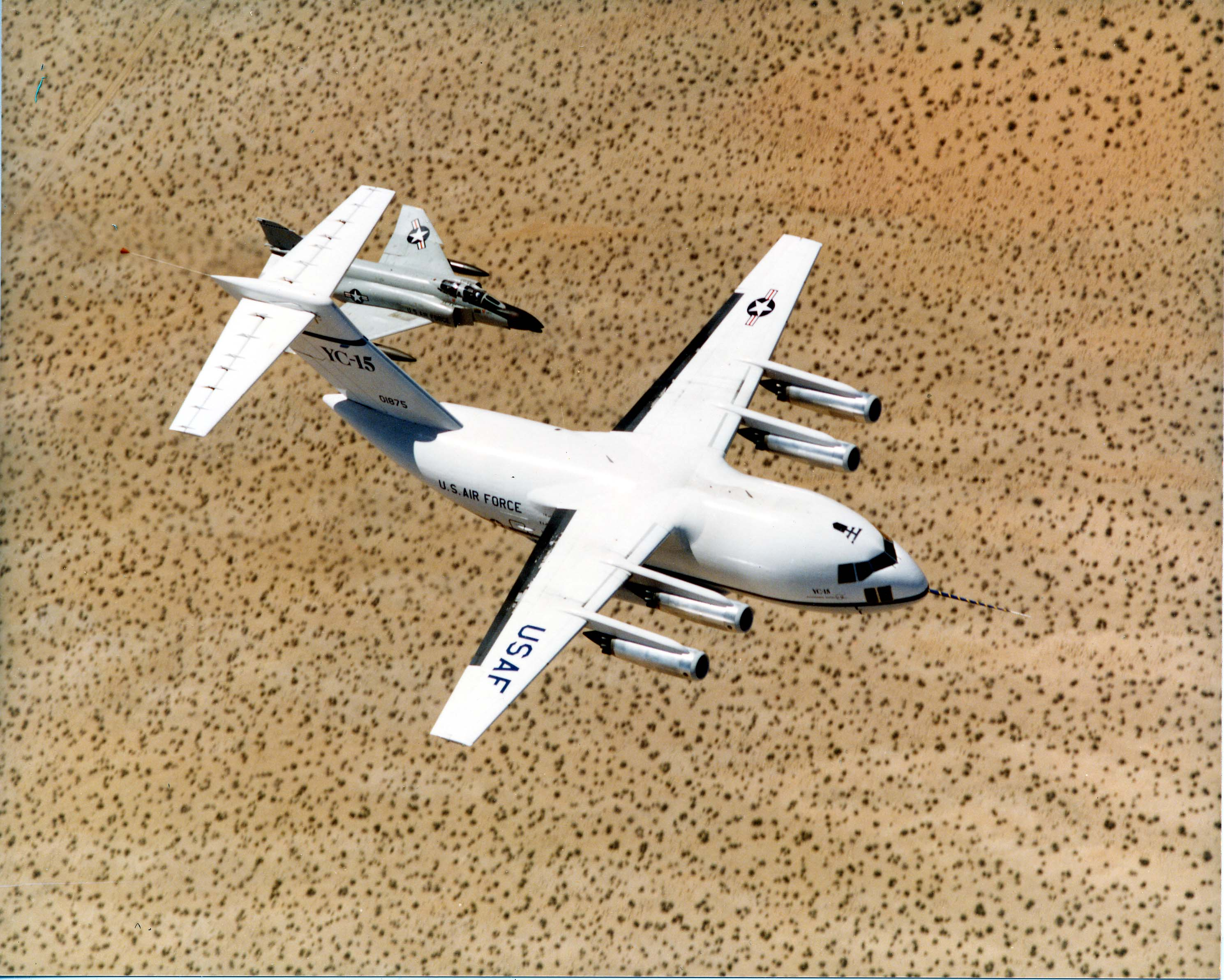
McDonnell Douglas YC-15

Mit dem Advanced Medium STOL Transport-Projekt (AMST) der United States Air Force wurde in den 1970er Jahren ein Nachfolger für die Transportflugzeuge Lockheed C-130 Hercules gesucht.

## Geschichte
Die Ursprünge des Programms reichen zurück bis ins Jahr 1963, als bei der Air Force im Rahmen des CX Heavy Logistics Support Aircraft-Programms, aus dem die C-5 Galaxy entstand, auch die Entwicklung eines taktischen VSTOL-Transporters diskutiert wurde. Nach schweren Rückschlägen sowohl mit der C-5 als auch der F-111 setzte das US-Verteidigungsministerium vor jede geplante Beschaffungsmaßnahme eine ausführliche Erprobungsphase. Da der stellvertretende Verteidigungsminister David Packard Anfang der siebziger Jahre die C-5 Galaxy scharf kritisierte, wurden die Anforderungen an den neuen taktischen Transporter stark zurückgeschraubt. Am 24. Januar 1972 begann die offizielle Ausschreibungsphase, an der neun US-Hersteller beteiligt wurden. Von Bell, Boeing, Fairchild, Lockheed und McDonnell Douglas lagen bis zum Ende der Ausschreibungsphase am 31. März Angebote vor, die vom Verteidigungsministerium geprüft wurden. 1974 ergingen an Boeing und McDonnell Douglas die Aufträge zum Bau zweier Erprobungsmuster, die Entwicklungsetats beliefen sich auf 96,2 Millionen US-Dollar (Boeing) bzw. 86,1 Millionen Dollar. Bis 1976 stellten beide Firmen die beiden Muster (Boeing YC-14 und McDonnell Douglas YC-15) fertig, die in den folgenden anderthalb Jahren eingehend erprobt wurden. Nachdem Jimmy Carter 1977 jedoch zum Präsidenten gewählt worden war, wurde der Militäretat beschnitten. Das AMST-Programm, dessen Auswertung schon um ein Jahr verschoben worden war, wurde im Herbst 1977 eingestellt. Offiziell wurde das Programm dann am 10. Dezember 1979 beendet.
Aus der YC-15 entwickelte McDonnell Douglas Anfang der achtziger Jahre die C-17 Globemaster III. Die C-130 Hercules, das Flugzeug, das der Gewinner des Programms ablösen sollte, wird noch heute produziert und weltweit eingesetzt.

## Anforderungen
- Startgewicht zwischen 110 und 117 Tonnen
- Startrollstrecke von 610 Metern bei 13,6 Tonnen Beladung
- 925 Kilometer Einsatzradius
- 4820 Kilometer Überführungsreichweite
- Stückpreis: 5 Millionen US-Dollar[2]